# Realidade mista
Realidade mista ou realidade híbrida é a tecnologia que une características da realidade virtual com a realidade aumentada. Esta insere objetos virtuais no mundo real e permite a interação do usuário com os objetos, produzindo novos ambientes nos quais itens físicos e virtuais coexistem e interagem em tempo real. Existem muitas dúvidas quando se compara a realidade mista com as demais. Na realidade aumentada tem-se a inserção de objetos virtuais no mundo real, porém estes não são imersos como parte desse universo, não podendo, assim, existir uma interação direta do usuário com os objetos virtuais. Já na realidade virtual, o usuário fica imerso em uma interface que representa um ambiente real ou imaginário, podendo interagir com o novo cenário, como se fosse parte de outra realidade.

## Realidade aumentada x realidade mista
Muito tem se falado sobre “realidades alternativas”, que seria o conjunto de realidades do qual tanto a aumentada quanto a mista fazem parte. Essas seriam a imersão do usuário em ambientes virtuais ou a inserção de objetos virtuais no universo do usuário, permitindo a esse a sensação de visitar novas “dimensões”.
De acordo com Claudio Kirner e Tereza Gonçalves Kirner, realidade aumentada, virtual e suas variações são técnicas de interface computacional que levam em conta o espaço tridimensional. Nesse espaço, o usuário atua de forma multissensorial, explorando os aspectos desses “espaços” por meio dos sentidos.
Embora os Kirners digam que as realidades apenas puderam se desenvolver com o aprimoramento dos computadores, o termo Realidade Aumentada surgiu em 1901, com o autor e cientista Lyman Frank Baum, o qual já mencionava a ideia de um aparelho eletrônico que mistura informações digitais na vida real. O que é exatamente a definição daquela tecnologia.
Já realidade mista, seria a integração de ambas as realidades, virtual e aumentada e, que permite a interação do usuário com o ambiente. O conceito definido por Paul Milgram e Fumio Kishino, em 1994, é recente, e só foi possível ser desenvolvido a partir do progresso de suas antecessoras.

## Tecnologias de exibição
Aqui estão algumas tecnologias de exibição de Realidade Mista mais usadas:
- Microsoft Hololens

A invenção consiste em óculos holográficos. Funciona da seguinte forma: o usuário coloca o dispositivo em sua cabeça e o visor “projeta” o conteúdo sobre o ambiente em que ele  estiver vendo. É o primeiro computador holográfico autônomo e permite que o usuário se envolva com seu conteúdo digital e interaja com hologramas no mundo ao seu redor. O produto conta com uma CPU, uma GPU e um processador holográfico que inaugura uma nova categoria de componentes, o Holographic Processing Unit (HPU).
Com a capacidade de reproduzir som de forma uniforme e em todas as direções, o HoloLens garante que a pessoa poderá ouvir até mesmo o áudio reproduzido holograficamente em suas costas. Além disso, o Hololens reconhece voz e movimento e tem noção de profundidade, o que torna a experiência ainda mais real.
- Caverna digital

Caverna digital ou CAVE (Cave Automatic Virtual Environment) é uma sala onde são projetados gráficos em 3 dimensões em suas paredes. Estas podem ser visualizadas pelos usuários utilizando dispositivos avançados de interação, assim os usuários podem explorar e interagir com diversos objetos em um mesmo ambiente virtual.
- Head up display

O head-up display ou heads-up display, também conhecido como HUD, é qualquer tela transparente que apresenta dados sem exigir que os usuários se afastem de seus pontos de vista usuais. A origem do nome decorre de um piloto que pode visualizar a informação com a cabeça posicionada "para cima" e olhando para a frente, em vez de inclinar para olhar os instrumentos mais baixos. Um HUD também tem a vantagem de que os olhos do piloto não precisam se reorientar para ver o exterior depois de olhar os instrumentos opticamente mais próximos.
- Head mounted display

Um head-mounted display (ou helmet-mounted display, para aplicações na aviação), ambos abreviados HMD, é um dispositivo de display usado na cabeça ou como parte de um capacete, que possui um pequeno display óptico em frente de um (HMD Monocular) ou de cada olho (HMD Binocular).
Existe também o Optical head-mounted display (OHMD), que é um display vestível que pode refletir imagens projetadas e permite o usuário ver através delas.
- DeepFrame

Através do DeepFrame, espectadores podem coletivamente experimentar animações reais em qualquer tamanho e a qualquer distância sem o uso de Oculus VR tradicionais e imersivos. Realçando a realidade, o DeepFrame traz vida, experiências e entretenimento além da imaginação - e para todos verem.
O maior do seu tipo, o DeepFrame é um visor semelhante a uma janela que consiste em uma lente óptica de alta precisão, combinada com uma tela OLED curva que projeta conteúdo digital através da lente para criar uma camada virtual em cima da realidade.
- Assistente pessoal digital

- Tablet

- Monitor de computador

- Telefone celular

## Aplicações
Com a inserção de objetos virtuais no mundo real, permitindo a interação direta dos usuários com estes através da RM (realidade mista), uma infinidade de aplicações surgem em diversas áreas como:
- Aviação: A realidade mista permite que os cientistas tenham uma maior visualização do seu projeto antes dele ser produzido. Essa tecnologia cria modelos 3D virtuais para que haja um melhor planejamento, permitindo uma melhor compreensão sobre o produto, como, por exemplo, o tamanho real de um avião e uma visualização das peças no interior. Tais vantagens podem evitar que o produto seja montado com alguma falha, economizando, assim, tempo e dinheiro.[8]

- Treinamentos militares: Utilizado para ajudar os soldados nas práticas de campos de batalha através de tecnologias 3D, usando HDM’s.[9]

- Trabalho remoto: A aplicação permite que trabalhadores executem suas funções de forma remota, podendo se comunicar e interagir com funcionários de diferentes locais no mundo. Isso garante trabalhadores mais flexíveis e produtivos, já que trabalhadores com maior autonomia em relação ao local e ao horário de trabalho são mais eficientes.[10]

- Saúde: A realidade mista também ajuda a treinar profissionais de saúde, pois os corpos virtuais gerados em 3D podem simular diversos problemas médicos, deixando estes preparados para qualquer situação[11]

- Educação: Utilização de simulações para ensinar pessoas sobre qualquer tipo de assunto, através de uma imersão que cria cenários em 3D capazes de interagir com os alunos. Possibilitando, assim, um ensino melhor, já que se aprende melhor vendo do que lendo.[9]

## Exemplos
Estes são alguns exemplos das aplicações práticas da realidade mista através das tecnologias de exibição:
- Head up display nos carros
- Minecraft quando jogado pelo Microsoft HoloLens[12]

- The Void e Microsoft HoloLens[13]